# Franc Forstnerič
Franc Forstnerič (né en 1958) est un mathématicien slovène, professeur à l'Université de Ljubljana.

## Formation et carrière
Il obtient son doctorat en 1985 de l'Université de Washington à Seattle sous la direction d'Edgar Lee Stout, avec une thèse intitulée «  Proper Holomorphic Mappings in Several Complex Variables ». Il enseigne à l'Université de Ljubljana de 1985 à 1991, puis il travaille dans les années 1990 à l'université du Wisconsin à Madison. Il retourne ensuite en Slovénie où il est professeur à l'Université de Ljubljana.

## Travaux
Ses recherches portent sur la géométrie complexe et l'analyse géométrique.

## Prix et distinctions
Il reçoit en 2019 le prix Stefan Bergman conjointement avec Mei-Chi Shaw.
Il a bénéficié d'une bourse Fulbright Scholarship et d'une bourse Sloan. Il est membre de l'Académie slovène des sciences et des arts, associé depuis 1999 puis membre à part entière depuis 2005.